# Gruszka Mała Pierwsza
Gruszka Mała Pierwsza (prononciation [ˈɡruʂka ˈmawa ˈpjɛrfʂa]) est un village de la gmina de Nielisz, du powiat de Zamość, dans la voïvodie de Lublin, situé dans l'est de la Pologne.

## Administration
De 1975 à 1998, le village était attaché administrativement à l'ancienne voïvodie de Zamość.

Depuis 1999, il fait partie de la nouvelle voïvodie de Lublin.